# Ephraim Eitam

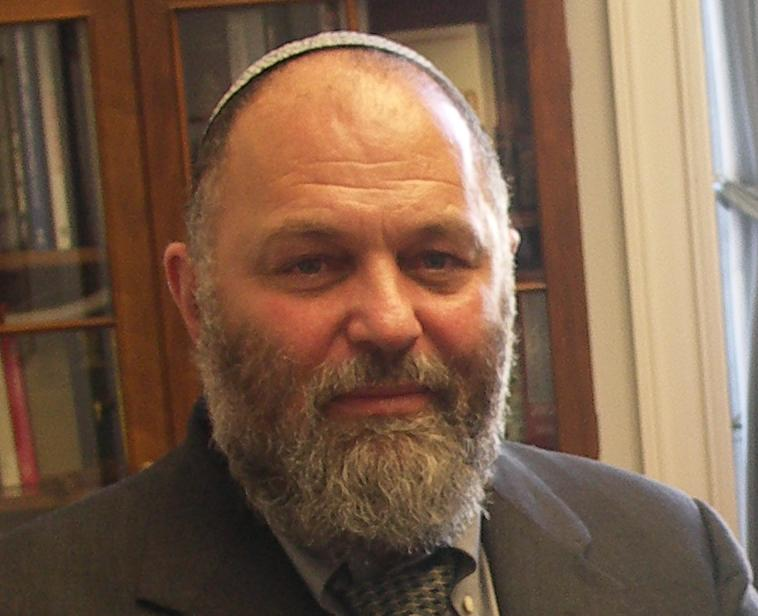
Effi Eitam (2007, Washington, D.C.)

Ephraim Eitam, genannt Effi Eitam (hebräisch אפרים "אפי" איתם; * 25. Juli 1952 in En Gev), ist ein israelischer Politiker und Offizier. Nach Beendigung seiner aktiven Dienstzeit als Brigadegeneral der  Israelischen Streitkräften im Jahr 2000 wechselte er in die Politik und war zunächst Vorsitzender der Nationalreligiösen Partei, leitete später deren Abspaltung (Achi), die 2009 ihrerseits wiederum in der Likud-Partei aufging. 2002 war er für einige Monate Minister ohne Geschäftsbereich, wurde dann Minister für Infrastruktur und hatte von 2003 bis 2004 das Amt des Bauministers inne. Er war zwischen 2003 und 2009 Abgeordneter der Knesset.

## Leben

### Jugend und Ausbildung
Eitam wurde im der Avoda nahestehenden Kibbuz En Gev geboren und säkular erzogen. Eitam besitzt einen M.A. in Politischen Wissenschaften und Internationalen Beziehungen, er ist außerdem ehemaliger Student der Jeschiwa Merkas HaRaw Kook sowie der Royal Military Academy Sandhurst.

### Militär
Eitam begann seinen Militärdienst 1971 bei der Israelischen Marine, wechselte aber nach einem Jahr zum Heer. Im Jom-Kippur-Krieg kämpfte er mit Auszeichnung. Er nahm außerdem an der Operation Entebbe teil, wo er das Sajeret Golani kommandierte. Er befehligte des Weiteren ein Infanteriebataillon bei der Operation Litani und ein Bataillon einer Offiziersschule während des Libanonkriegs 1982. Während der Ersten Intifada kommandierte er die Giv’ati-Brigade. Im Jahr 1988 ordnete der damalige israelische Verteidigungsminister Jitzchak Rabin an, die israelische Armee solle palästinensische Randalierer zusammenschlagen. Als einer davon durch Eitams Soldaten zu Tode kam, verurteilte ein israelisches Kriegsgericht vier Soldaten Eitams, die auch gegen ihn aussagten. Der Militärstaatsanwalt maßregelte Eitam streng und empfahl einen Beförderungsstopp für ihn. Er wurde dennoch zum Brigadegeneral ernannt und verließ die Armee schließlich im Dezember 2000.

### Politik
Nach seinem Ausscheiden aus dem Militärdienst ging Eitam in die Politik und trat der Nationalreligiösen Partei bei, deren Vorsitz er 2003 übernahm. Obwohl er kein Mitglied der Knesset war, wurde er am 8. April 2002 zum Minister ohne Geschäftsbereich ernannt und behielt diese Stellung bis zum 18. September desselben Jahres, als er Minister für Nationale Infrastruktur wurde. Erstmals in die Knesset wurde er schließlich im Januar 2003 gewählt; im März 2003 wurde er zum Minister für Wohnungsbau und Konstruktion ernannt. 2004 legte er sein Amt aus Protest gegen Premierminister Ariel Scharons Plan zur Räumung des Gaza-Steifens und einiger Westbank-Siedlungen nieder.
2002 interviewte der französische Journalist jüdischer Herkunft Sylvain Cypel Eitam für die Zeitung Le Monde (erschienen am 7. April 2002). Eitam machte dabei die Aussage: „Der westliche Teil von Eretz Israel, vom Meer bis zum Jordan, hier ist der vitale Lebensraum des jüdischen Volkes.“ Cypel hat Eitam in seinem 2024 in zweiter Auflage erschienenen Buch L’État d’Israël contre les Juifs eine geringe politische Bildung attestiert, da der Begriff „Lebensraum“ zutiefst von der Nazi-Ideologie belastet ist. Eitam führte im Gespräch weiter aus, dass alle, die von Menschenrechten und Frieden sprächen, „Psychopathen“ seien.
Die israelische Linke betrachtet Eitam als nationalistischen Eiferer, und einige bezichtigten ihn, ein Fanatiker und selbsternannter Messias zu sein. In einem Interview soll er geäußert haben: „Ich habe einen Traum, das gesamte israelische Volk zu führen. Ich denke, es ist meine Bestimmung.“ Und weiter: „Ich kam, um zu führen, nicht, um belanglose Politik zu machen.“
Eitam bezeichnete die israelischen Araber als „Krebsgeschwür im Körper der Nation“ und stellt sich darüber hinaus gegen einen souveränen palästinensischen Staat: „[…] für das Gebiet westlich des Jordan müssen wir festsetzen, dass dort keine andere Hoheitsgewalt gegründet wird als die des Staates Israel.“ („[…] for the area west of the Jordan, we have to state that no sovereignty will be established there other than that of the State of Israel.“) Er hatte sich auch für die Hinrichtung von Jassir Arafat „so wie Eichmann“ ausgesprochen.
Im Herbst 2021 sollte Eitam aufgrund Fürsprache durch Benjamin Netanjahu als Nachfolger von Avner Schalev zum Direktor der Holocaust-Gedenkstätte Yad Vashem ernannt werden. Dagegen erhob sich auch international erheblicher Widerstand, so dass schließlich Dani Dayan die Stelle erhielt.

### Privates
Eitam ist verheiratet, hat acht Kinder und lebt in der israelischen Siedlung Nov in den Golanhöhen.